# Peucedanum lowei
Peucedanum lowei — вид трав'янистих рослин, що належить до родини окружкових (Apiaceae), ендемік Мадейри.

## Поширення
Ендемік архіпелагу Мадейра (о. Мадейра).